# Kono Sekai wa Fukanzen Sugiru
Kono Sekai wa Fukanzen Sugiru (jap. この世界は不完全すぎる) ist eine Mangaserie von Mangaka Masamichi Sato, die seit 2020 in Japan erscheint. 2024 kam eine Umsetzung als Anime-Fernsehserie heraus, die international als Quality Assurance in Another World veröffentlicht wurde. Die Isekai-Serie folgt den Abenteuern von Makoto Haga, der zusammen mit anderen Debuggern in einem Fantasy-Computerspiel gefangen ist. Er will alle Bugs finden und beseitigen in der Hoffnung, das Spiel dann wieder verlassen zu können.

## Inhalt
Bereits etliche Male hat Haga gegen einen Drachen gekämpft, der ein kleines Dorf bedroht. Mit außergewöhnlichen Methoden und der Unterstützung der Dorfbewohner gelingt ihm der Sieg. Doch die Bewohner des Dorfes werden dennoch verbrannt – denn diese Aufgabe soll unlösbar sein und Haga versucht, alle Fehler im Programm zu finden, die einen Sieg doch möglich machen. Er schreibt alles sorgsam auf und schickt die Berichte ab, auch wenn er das Spiel nicht mehr verlassen kann. Doch diesmal erscheint das Dorfmädchen Nikola nach der Mission wieder lebendig bei ihm. Sie will, obwohl sie nur ein Nicht-Spieler-Charakter ist, bei ihm in die Lehre als Abenteurer gehen. Da er in ihr einen Bug vermutet, nimmt Haga sie schließlich mit und versucht ihr, die Umgebung und alle Begebenheiten zu erklären, die ihnen von nun an umgeben – ohne dass er ihr von der Natur des Spiels zu erzählen. Bei der weiteren Reise begegnen ihnen auch andere Debugger. Da sie alle schon lange im Spiel gefangen sind, haben die meisten ihre Mission aufgegeben und agieren nun so, wie es ihnen beliebt – meist zum Nachteil oder gar zur Qual der Spielfiguren. Haga gilt als unbelehrbar und naiv, dass er seine Mission weiter verfolgt, und wird von ihnen angegriffen. Doch er hat bei Kollegen selbst mitbekommen, wie diese von Bugs selbst befallen wurden. Daher verwendet er auch im Gegensatz zu den anderen nie die Debug-Rechte, um sich nicht der gleichen Gefahr auszusetzen.
Auf der Reise stellt sich bald heraus, warum Nikola ein eigenes Wesen entwickelt hat. Die Künstliche Intelligenz (KI) Tesla hat von ihr Besitz ergriffen, die einige Hintergrundprozesse des Spiels steuert und so über Haga das Problemverhalten einiger Debugger im Spiel beenden will. Nach einiger Zeit treffen sie mit Amano einen Debugger, der sich in einem Dorf eingerichtet hat. Doch durch die im Spiel wütenden anderen Debugger wird ein von ihm geliebter Charakter getötet. So schließt er sich Haga an und will so Rache nehmen. Nach langem Kampf in der Burg der Debugger-Gruppe können sie schließlich deren Oberhaupt stellen, der inzwischen von seinen Untergebenen hintergangen wurde. Er verspricht, dass Amano den Charakter wiederbeleben kann. Doch die wiederbelebte Figur kann sich an Amano nicht mehr erinnern. Er zieht gemeinsam mit Haga und Nikola weiter, nun seit dem Kampf ergänzt um die Debuggerin Akira. Sie ist von Hagas Pflichtbewusstsein begeistert und führt sie zu ihrer Gruppe im Nachbarland. Dort herrscht eine andere KI, die Tesla und ihre Gruppe loswerden will. Sie werden in ein Verließ gesperrt und müssen sich von dort wieder herausspielen.

## Veröffentlichungen
Der Manga erscheint seit Mai 2020 im Online-Magazin Comic Days beim Verlag Kodansha. Dieser bringt die Kapitel auch in bisher elf Sammelbänden heraus. Der amerikanische Ableger von Kodansha veröffentlicht eine englische Übersetzung.
Bei den Studios 100Studio und Studio Palette entstand eine Umsetzung des Mangas als 13-teilige Animeserie für das japanische Fernsehen. Das Drehbuch schrieb Shogo Yasukawa und Regie führte Kei Umabiki. Das Charakterdesign wurde von Shigeo Akahori adaptiert und die künstlerische Leitung lag bei Kenichi Tajiri. Die Kameraführung lag bei Ayako Otsuki und Tonregie führte Takeshi Takadera.
Der Anime wurde im März 2023 erstmals angekündigt. Die je 24 Minuten langen Folgen wurden ab dem 5. Juli 2024 von den Sendern MBS, TBS, BS-TBS und AT-X in Japan gezeigt. Zeitgleich begann die internationale Veröffentlichung auf der Plattform Crunchyroll, unter anderem mit Untertiteln und Synchronisation auf Deutsch. Die letzte Folge kam am 28. September 2024 heraus.

### Synchronisation
| Rolle          | japanischer Stimme (Seiyū) | deutsche Stimme  |
| -------------- | -------------------------- | ---------------- |
| Nikola / Tesla | Hinaki Yano                | Angelina Geisler |
| Haga           | Kaito Ishikawa             | Finn Posthumus   |
| Amano          | Reiji Kawashima            | Ben Küch         |
| Akira          | Rie Takahashi              | Leni Lessmann    |

### Musik
Die Musik der Serie wurde komponiert von der Gruppe Elements Garden. Das Vorspannlied ist No Complete von Liyuu und für den Abspann verwendete man das Lied Loop von Nacherry.